# Harkis (téléfilm)
Pour l’article homonyme, voir Harki.
Harkis est un téléfilm réalisé en 2006, par Alain Tasma pour la chaîne de télévision France 2 sur un scénario de Dalila Kerchouche, auteur du livre Mon père, ce harki, et Arnaud Malherbe.
Ce film qui raconte le destin de quelques-uns de ces anciens combattants s'articule autour du personnage de Leïla (Leïla Bekhti), jeune fille frondeuse et désirant vivre en liberté.

## Télédiffusions
- France 2 : mardi 10 octobre 2006
- Arte : vendredi 21 mars 2008
- France 2 : mercredi 12 janvier 2011
- Arte : vendredi 3 août 2012

## Distribution
- Smaïn : Saïd Benamar, le père
- Leïla Bekhti : Leïla Benamar, la fille aînée de Saïd
- Baya Belal : Aïcha Benamar, la mère
- Samy Séghir : Kader Benamar, le frère cadet de Leïla
- Frédéric Pierrot : le capitaine Robert, chef du camp de harkis
- Pierre Perrier : Jérôme, le jeune amoureux de Leïla
- Carim Messalti : Youcef [réf. souhaitée]
- Abdelkrim Bahloul : Ahmed
- Boumedien Hadjazi : Boume [réf. souhaitée]
- Marie-Françoise Audollent : Madame Juliette